# 亞馬遜河準項鰭鯰
亞馬遜河準項鰭鯰，為輻鰭魚綱鯰形目項鰭鯰科的其中一種，為熱帶淡水魚類，分布於南美洲亞馬遜河上游流域，體長可達10公分，棲息在底層水域，生活習性不明。